# جفری آدامز
سر جفری دوین آدامز دیپلمات انگلیسی و سفیر پیشین این کشور در ایران، مصر و هلند بود.

## تحصیلات و شروع فعالیتهای اداری
آدامز دارای تحصیلات در خصوص تاریخ اسلام و سیاست خاورمیانه در کالج مگدالن در آکسفورد است.
او در سال ۱۹۷۹ به سرویس دیپلماتیک بریتانیا پیوست و در کشورهای عربستان سعودی، فرانسه، آفریقای جنوبی و مصر به عنوان دیپلمات حضور داشت.

## مسئولیت‌های سیاسی
1. از سال ۲۰۰۱ تا ۲۰۰۳ به عنوان سرکنسول بریتانیا در اورشلیم
2. ۲۰۰۶ تا ۲۰۰۹ به عنوان سفیر در ایران
3. مدیرکل امور سیاسی در وزارت امور خارجه و کشورهای مشترک المنافع (FCO) در سال‌های ۲۰۰۹ تا ۲۰۱۲
4. از سپتامبر ۲۰۱۳ تا ۲۰۱۷ به سمت سفیر در هلند و همزمان نماینده دائم در سازمان منع سلاح‌های شیمیایی مستقر در لاهه
5. از ژانویه ۲۰۱۷ عنوان سفیر بریتانیا در مصر[۵][۶]

## نشانها
او دارای نشان سنت مایکل و سنت جورج از نوع درجه دوم (KCMG)و سوم(CMG) بوده و  لقب سر می‌باشد و در پژوهشکده مطالعات ایرانی، دانشگاه سنت اندروز تدریس می‌کند.